# ژاردل پریرا دی سوزا
ژاردل پریرا دی سوزا (به پرتغالی: Jardel Pereira de Souza) هافبک اهل برزیل است که در شهر Araguaína و در تاریخ ۲۷ ژانویهٔ ۱۹۸۳ به دنیا آمده‌است.
ژاردل پریرا دی سوزا در تیم‌های فوتبال کروزیرو سابقهٔ حضور دارد.